# Martinezidium martinsi
Martinezidium martinsi är en skalbaggsart som beskrevs av Ferreira och Maria Helena M. Galileo 1993. Martinezidium martinsi ingår i släktet Martinezidium och familjen bladhorningar. Inga underarter finns listade i Catalogue of Life.